# Талапкер (Жетысуская область)
Талапкер (до 1993 г. — Новостройка) — упразднённое село в Алакольском районе Жетысуской области Казахстана. Входило в состав Ушаральской городской администрации. Упразднено в 2010 году.

## География
Село расположено на правом берегу реки Тентек примерно в 8 км к северу от центра города Ушарал.

## История
В 2010 году акимат Алматинской области упразднил село Талапкер и включил его население в состав города Ушарал.

## Население
В 1999 году население села составляло 2290 человек (1134 мужчины и 1156 женщин). По данным переписи 2009 года в селе проживало 1166 человек (564 мужчины и 602 женщины).

## Известные уроженцы
- Иманасов, Сакен Кусайынулы  (1938–2012) – казахский и советский поэт, Заслуженный деятель Казахстана (2006) .